# Nesvady
Nesvady (maďarsky Naszvad) jsou město na Slovensku v okrese Komárno. Ve městě žije přibližně 5 000 obyvatel.

## Historie
Archeologické nálezy potvrzují osídlení lokality již v neolitu, kdy se tu nacházelo sídliště lidu želiezovské skupiny, patřící do kultury s lineární keramikou (cca 4700 př. n. l.). Další nálezy pocházejí z doby bronzové, kdy tu byla rozšířena únětická kultura (kosterní pohřebiště), halštatské a laténské a římsko-barbarské kultury. V 8. století sem přišli Slované, po kterých jsou výraznější stopy v podobě sídliště a pohřebiště z doby Velkomoravské říše (10.–12. století). Z 10. století pocházejí také nálezy hrobů Starých Maďarů.
První písemná zmínka o osadě „Nasvod – Novum Naswod“ pochází z roku 1269. O dekádu později se sídlo nazývalo Nauzuad, z roku 1312 se zachoval název Naywad, z roku 1927 Nasvad a od roku 1948 se používá název Nesvady. Maďarský název města je Naszvad. Osada „Aňala“, která je dnes místní částí, je zmíněna již v roce 1239.
Území i obec patřila do majetku arcidiecéze ostřihomské, přičemž ji v roce 1311 vyplenili stoupenci Matúše Čáka. V 15. století musela obec odvádět daně husitské posádce, která sídlila v Trnavě a toto území ovládala. V tomto období se tu konaly trhy na sv. Bartoloměje (24. srpen) a sv. Imricha (5. listopad). Rozvoj tržního městečka zastavila v roce 1554 osmanská vojska, která plenila území jižního Slovenska a zničila také Nesvady a Aňalu. Už v roce 1572 byly Nesvady obnoveny. Začátkem 18. století byla svým zeměpánem, ostřihomským arcibiskupem, osada Aňala obnovena a následně v roce 1871 připojená k obci Nesvady. Obyvatelstvo se živilo zemědělstvím, rybářstvím, tkaním a zhotovováním nástrojů.
Po vídeňské arbitráži byly Nesvady se širokým okolím anektovány Maďarským královstvím a v roce 1947 byla vysídlena část obyvatelů maďarské národnosti, které nahradili repatrianti z Maďarska a Rumunska.

## Přírodní poměry
Město leží v centrální části Podunajské nížiny na severu okresu Komárno. Nachází se na východě geomorfologického celku Podunajská rovina v části Novozámecké pláňavy. Západním okrajem protéká řeka Stará Nitra. V katastrálním území města leží chráněný areál Nesvadské piesky.

## Doprava
Přístup do města zabezpečují silnice III. třídy z  Nových Zámků (9 km severovýchodním směrem), Kolárova (11 km západním směrem) a Hurbanova (9 km jižním směrem). Okresní město Komárno leží 23 km jižně od Nesvad a krajské město Nitra je vzdálené 47 km severním směrem.

## Pamětihodnosti
- Evangelický kostel z let 1950–1951, postavený podle projektu Emila Belluše

## Partnerská města
- Felsőszentiván, Maďarsko
- Nagyigmánd, Maďarsko
- Kiskőrös, Maďarsko (slovensky Malý Kereš)